# Каменецький Ігор Юліанович
Каменецький Ігор Юліанович (анг. Kamenetsky  Ihor) (2 січня 1927 – 29 липня 2008) – український емігрант, історик, політолог, освітній діяч, професор політології Центрального Мічиганського університету (США), дійсний член НТШ.

## Біографія
Народився 2 січня 1927 р. у м. Рогатин Станіславського воєводства Польської Республіки (з 17 січня 1940 р. – районний центр Рогатинського району Івано-Франківської (до 1962 р. – Станіславської) області України). 1945 р. – разом з батьками (17 років) емігрує до Австрії. У 1945-1948 рр. - вивчав історію в університеті імені Карла і Франца у м. Ґрац. 1949 р. переїздить навчатися до Сполучених Штатів Америки.  У 1949-1952 рр. – навчання в Коледжі імені Е. Вільямса  (штат Массачусетс) та здобуття ступеню бакалавра історії. 1952-1957 рр. – навчання в Університеті Іллінойсу в Урбана-Шампейн (штат Іллінойс) та захист докторського ступеню з політологічних наук. Упродовж 1957–1995 рр. – доцент, професор кафедри політології Центрального Мічиганського університету в Маунт-Плезант (штат Мічиган), викладав курси міжнародних відносин. У 1966–1972 рр. – директор міждисциплінарної програми Центрального Мічиганського університету з дослідження країн, що розвиваються (за сумісництвом). У 1964–1965 рр. – голова у відділу з дослідження Росії та Східної Європи при Мічиганській академічній асоціації. У 1974–1978 рр. – директор Мюнхенського проекту східноєвропейських студій. У 1980–1982 рр. – голова Українсько-Американської асоціації університетських професорів. Помер 29 липня 2008 р. (81 рік) похований на кладовищі Ріверсайд (Riverside Cemetery) штат Мічиган, США.

## Наукова діяльність
Коло наукових інтересів – політика тоталітарних держав ХХ ст., німецька окупація України 1941–1944 рр. та історія Української революції 1917–1921 рр.
Був членом Українського історичного товариства, Наукового товариства імені Т. Шевченка та Української вільної академії наук. 
Упродовж 1964–1991 рр. входив до складу редакційної колегії журналу «Український історик».

## Гітлерівська окупація України 1941–1944: дослідження тоталітарного імперіалізму (1956)
Автор першої ґрунтовної англомовної монографії присвяченої розкриттю німецької окупаційної політики в Україні у 1941–1944 роках — «Hitler’s Occupation of Ukraine 1941–1944: A Study of Totalitarian Imperialism = Гітлерівська окупація України 1941–1944: дослідження тоталітарного імперіалізму». Монографія створена на основі широкої джерельної бази зарубіжних видань (недоступних для радянських істориків), поза впливом марксистсько-ленінської методології, радянської ідеології та політики. У ній розкриваються теми: ідеологічних та політичних планів А. Гітлера щодо України; підготовці гітлерівської Німеччини до війни проти Радянського Союзу; німецької окупаційної політики в Україні; становище українських національних рухів; діяльності національного та радянського партизанських рухів.

## Основні праці
- «Hitler’s Occupation of Ukraine, 1941–1944: A Study of Totalitarian Imperialism» (1956).
- «German Lebensraum Policy in Eastern Europe during World War II» (1957).
- «Origins of the New British Imperialism» (1960).
- «Secret Nazi Plans for Eastern Europe: A Study in Lebensraum Policies» (1961).
- «Nationalism and Human Rights: Processes of Modernization in the USSR» (1977).
- «The Tragedy of Vinnytsia: materials on Stalin’s policy of extermination in Ukraine during the great purge, 1936–1938» (1989).